# ACF Brescia
L'ACF Brescia és un club de futbol femení italià, amb seu a Brescia, que juga a la Serie A italiana. Va ser fundat al 1985 a Capriolo, prop de Brescia, com a FCF Capriolo. El 2000 es va traslladar a Bergamo, com a ACF Pro Bergamo, però l'any 2005 va retornar a Brescia i va adoptar el seu actual nom.
El 2009 va ascendir a la Serie A per primera vegada, i des del 2012 ha guanyat dues Lligues, dues Copes i dues Supercopes.

## Històric

### Palmarès
- 2 Lligues d'Itàlia
  - 13/14 - 15/16
- 2 Copes d'Itàlia
  - 11/12 - 14/15
- 2 Supercopes d'Itàlia
  - 13/14 - 14/15

### Trajectòria
| 2014-15 |  | Olympique Lió |                  |               |
| 2015-16 |  | Liverpool FC  | Fortuna Hjørring | VfL Wolfsburg |
| 2016-17 |  | Medyk Konin   | Fortuna Hjørring |               |

- ¹ Fase de grups. Equip classificat pillor possicionat en cas d'eliminació o equip eliminat millor possicionat en cas de classificació.

|         | 80/81 | 81/82 | 82/83 | 83/84 | 84/85 | 85/86 | 86/87 | 87/88 | 88/89 | 89/90 | 90/91 | 91/92 | 92/93 | 93/94 | 94/95 | 95/96 | 96/97 | 97/98 | 08/99 | 99/00 |
| ------- | ----- | ----- | ----- | ----- | ----- | ----- | ----- | ----- | ----- | ----- | ----- | ----- | ----- | ----- | ----- | ----- | ----- | ----- | ----- | ----- |
| Serie A |       |       |       |       |       |       |       |       |       |       |       |       |       |       |       |       |       |       |       |       |
| Serie B |       |       |       |       |       |       |       |       |       |       |       |       |       |       |       |       |       |       |       |       |
| Serie C |       |       |       |       |       |       |       |       |       |       |       |       |       |       |       |       |       | 4     | 2     | 5     |
| Serie D |       |       |       |       |       |       |       |       |       |       |       |       |       |       |       | 7     | 1     |       |       |       |
|         | 00/01 | 01/02 | 02/03 | 03/04 | 04/05 | 05/06 | 06/07 | 07/08 | 08/09 | 09/10 | 10/11 | 11/12 | 12/13 | 13/14 | 14/15 | 15/16 |       |       |       |       |
| Serie A |       |       |       |       |       |       |       |       |       | 9     | 3     | 4     | 3     | 1     | 2     | 1     |       |       |       |       |
| Serie B |       |       |       |       | 3     | 10    |       | 3     | 1     |       |       |       |       |       |       |       |       |       |       |       |
| Serie C | 5     | 2     | 5     | 2     |       |       | 1     |       |       |       |       |       |       |       |       |       |       |       |       |       |